# لوكهيد تراى ستار (سلاح الجو الملكي)
الطائرة لوكهيد تراى ستار هي طائرة تزود بالوقود في الجو وطائرة نقل عسكري في الخدمة لدى سلاح الجو البريطاني. جميعهم حولوا من الطائرة المدنية لوكهيد إل-1011 تراى ستار التي كانت تخدم لدى خطوط بان أمريكان العالمية، والخطوط الجوية البريطانية ودخلوا الخدمة لدى سلاح الجو البريطانى في 1984.
جميع الطائرات المحوله اشترت بعد انتهاء حرب الفوكلاند، ومعرفة الحاجة لزيادة قدرة سلاح الجو البريطانى في مهام التزود بالوقود جوًا. بمجموع تسع طائرات في الخدمة، هناك طائرتان من نوع خزان (K1) مع وجود فسحه للركاب ومساحة محدودة للبضائع. وثلاث طائرات فقط للنقل (C2)، وباقي الأربعة (KC1) يستخدموا في كلتا المهامتين (الخزان، والنقل). كونت الطائرات تراى ستار، مع الطائرات فيكرز في سى-10 فيلق التزود بالوقود جوًا لدى سلاح الجو الملكى. وقد تم استبدالهم بالطائرات إيرباص إيه 330 إم آر تي تي في يونيو 2011، وذلك نتيجة لبرنامج طائرة الخزان الاستراتيجية المستقبلية FSTA).
التراى ستار كانت تخدم لدى السرب رقم 216 في قاعدة برايز نورتون الجوية بأوكسفوردشاير.

## تاريخ العمليات
خدمت الطائرات في العديد من الحروب والنزاعات. اثنان خدموا في مطار الملك خالد الدولي، بالقرب من الرياض، المملكة العربية السعودية خلال فترة حرب الخليج الأولى 1991 في دور طائرات خزان، في حين أن الباقون استخدموا كطائرات شحن بين الخليج العربى، والمملكة المتحدة. اثنان من الطائرات تم الرسم على انفهم حينها واعطيا الاسم «بينكى وبيركى» (Pinky and Perky) وهما شخصيات كرتونيات بريطانيتان.
وخلال فترة حرب كوسوفو 1999، 4 طائرات تراى ستار خدموا في أنكونا، إيطاليا كطائرات خزان. وفي عملية فيريتاس (أفغانستان) خدمت التراى ستار مع الطائرات في سى 10 كطائرات خزان تزود طائرات البحرية الأمريكية. ايضًا خدمت التراى ستار في عملية تيلك في سماء العراق.
كما شاركت في عملية إيلامي في ليبيا 19-20 مارس 2011 كجزء من عمليات التحالف والتدخل العسكري في ليبيا، لتنفيذ قرار مجلس الأمن الدولي رقم 1973.

## الطرازات

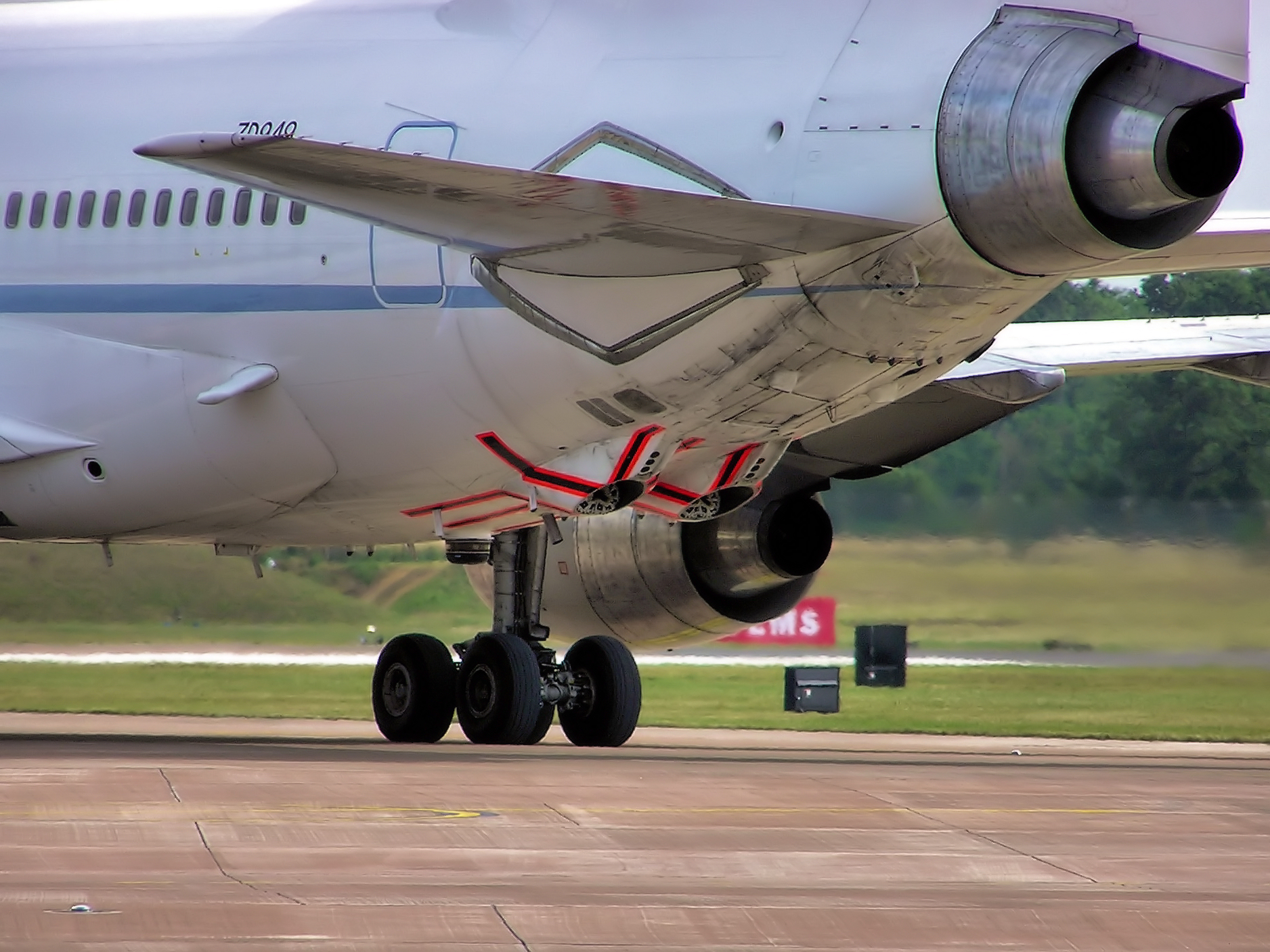
نقطتان للتزويد بالوقود في اسفل بدن الطائرة معلمتان باللون الأحمر لسهولة الرؤية.

TriStar K1
حولت من طائرات الخطوط الجوية البريطانية تراى ستار 500 وخدموا في ادوار خزان/نقل/شحن (لم تحتوِ على باب خاص بالشحونات) طائراتان.
TriStar KC1
حولت من طائرات الخطوط الجوية البريطانية تراى ستار 500 وخدموا في ادوار خزان/نقل/شحن، 4 طائرات.
TriStar C1
حولت من طائرة الخطوط الجوية البريطانية تراى ستار 500 وخدمت كطائرة ركاب قبل تحويلها لتكون طائرة خزان.
TriStar C2
حولت من طائرات خطوط بان أمريكان العالمية تراى ستار 500 وخدموا كطائرات ركاب مع امكانية تحميلها بالشحونات أو الذخيرة، طائرتان.
TriStar C2A
حولت من طائرة خطوط بان أمريكان العالمية تراى ستار 500 وخدمت كطائرة ركاب ولكنها اختلفت عن C2 في ألكترونيات الطيران.